# Pep Guardiola
Josep „Pep“ Guardiola Sala [ʒuˈzεp gwəɾðiˈɔɫə] (* 18. Januar 1971 in Santpedor) ist ein spanischer Fußballtrainer und ehemaliger -spieler.
Guardiola wurde als Spieler in der Jugendakademie des FC Barcelona ausgebildet und spielte von 1990 bis 2001 elf Profijahre für die Katalanen als defensiver Mittelfeldspieler. Er wurde mit dem Verein sechs Mal spanischer Meister und war fester Bestandteil des „Dreamteams“, das 1992 den Europapokal der Landesmeister gewann. Zudem spielte er für die Nationalmannschaft und wurde mit ihr Olympiasieger 1992.
Seine Trainerkarriere begann er 2007 bei der zweiten Mannschaft des FC Barcelona; ein Jahr später übernahm er die erste Mannschaft. Diese führte er in seiner ersten Saison zum Gewinn der spanischen Meisterschaft, der Copa del Rey und der UEFA Champions League. Nach drei weiteren Titeln im selben Jahr war Guardiola der erste Trainer, der sechs Titel in einem Jahr gewann. Die Champions League gewann er 2011 erneut, ebenso wie bis zu seinem Rücktritt 2012 zwei weitere Meisterschaften und einen Pokalwettbewerb. Von 2013 bis 2016 trainierte er die Bundesligamannschaft des FC Bayern München, mit der er drei deutsche Meisterschaften und zwei DFB-Pokalsiege erreichte. Im Sommer 2016 übernahm Guardiola das Premier-League-Team von Manchester City und führte den Klub in die erfolgreichste Ära der Vereinsgeschichte. Neben sechs Meisterschaften gewann City 2023 das Triple aus Meisterschaft, FA Cup und Champions League.

## Spielerkarriere
Bereits als Spieler zeichnete sich Guardiola durch hohe Spielintelligenz aus, durch die er körperliche Defizite ausgleichen konnte. Daher wurde er auf dem Spielfeld oft als „verlängerter Arm“ von Trainer Johan Cruyff gesehen. Abgesehen davon schätzten seine Trainer vor allem seine Führungspersönlichkeit und Passgenauigkeit.

### Verein

#### FC Barcelona

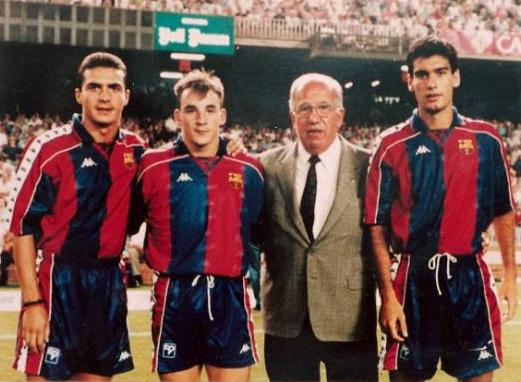
Guardiola (rechts) als Spieler neben Guillermo Amor, Albert Ferrer und Barça-Vizepräsident Josep Mussons (1992)

Guardiola trat im Alter von 13 Jahren der Jugendakademie des FC Barcelona, La Masia, bei. Zuvor hatte er bei Gimnàstic de Manresa gespielt. In den Jugendmannschaften agierte er zunächst auf der rechten Seite des Mittelfeldes. Erst Johan Cruyff, zu dieser Zeit Trainer der ersten Mannschaft, gab nach einem Besuch im Mini Estadi der zweiten Mannschaft Barcelona Atlètic die Anweisung, Guardiola auf der zentralen Spielmacherposition aufzustellen.
Ab der Saison 1990/91 gehörte er zum Profikader. Er gab als 19-Jähriger am 16. Dezember 1990 sein Debüt in der Primera División. Eineinhalb Jahre später, am 20. Mai 1992, gewann er mit dem Team den Europapokal der Landesmeister gegen Sampdoria Genua durch ein Tor von Ronald Koeman in der Verlängerung. Guardiola war Bestandteil der heute noch als „Dreamteam“ bezeichneten Mannschaft, die von Johan Cruyff trainiert wurde, und in der u. a. Andoni Zubizarreta, Nando, Michael Laudrup und Hristo Stoitchkov spielten. Mit Barcelona gewann er zwischen 1991 und 1994 zudem viermal die spanische Meisterschaft. Hatte er im ersten Meisterschaftsjahr nur vier Ligaspiele bestritten, so zählte er in den weiteren Meisterjahren zu den am häufigsten eingesetzten Spielern.
Auch in den folgenden Spielzeiten gehörte er zum Stammpersonal und bestritt jeweils mindestens 22 Ligaspiele, außer in der Saison 1997/98, an deren Beginn er das Kapitänsamt von José Mari Bakero übernommen hatte: Er verpasste fast die gesamte Saison aufgrund einer Knieverletzung. Guardiola spielte insgesamt 17 Jahre für den FC Barcelona. In den elf Profijahren gewann er mit der Mannschaft 16 Titel.
In der Saison 2000/01 entschloss sich Guardiola, den FC Barcelona zum Saisonende zu verlassen und seine Karriere im Ausland zu beenden. Vornehmlich waren es sein damaliger Trainer Louis van Gaal, der Guardiola zu Gunsten des jüngeren Xavi aus dem Team drängte, und die Unzufriedenheit mit der Vereinsführung um Präsident Joan Gaspart, die Guardiola zum Abschied veranlassten. Eine offizielle Verabschiedung lehnte er ab.

#### Karriereausklang in Italien, Katar und Mexiko
So wechselte er im September 2001 zum ein Jahr zuvor in die Serie A aufgestiegenen Brescia Calcio und war erstmals außerhalb Spaniens tätig. In Italien wurde Guardiola, ab dem 7. Spieltag bei Brescia eingesetzt, des Dopings beschuldigt, da ihm nach zwei Ligaspielen im Oktober und November Spuren von Nandrolon nachgewiesen wurden. Daraufhin sperrten ihn die FIGC und die FIFA nach bis dahin fünf Spielen am 22. November 2001 für vier Monate. Erst am 24. März 2002 kam er ab dem 28. Spieltag wieder zum Einsatz und zu sechs Partien. Dem Verein gelang mit einem Punkt Vorsprung der Klassenerhalt. 2005 wurde Guardiola als erster Spieler wegen Dopings zu einer Freiheitsstrafe von sieben Monaten und einer Geldstrafe von 9.000 Euro verurteilt. Da er Berufung eingelegt und auch keine Vorstrafen vorzuweisen hatte, blieb er bis zur Verhandlung in Freiheit. 2009 wurde er schließlich von sämtlichen Dopingvorwürfen freigesprochen.
Zur Saison 2002/03 spielte Guardiola für den Vizemeister des Vorjahres, die AS Rom. Dort bestritt er im ersten Halbjahr allerdings nur vier Ligaspiele und eine einzige Partie in der Champions League. Bei seinem 72. und letzten Europapokalspiel handelte es sich ausgerechnet um ein 0:3 gegen Real Madrid, den traditionellen Rivalen eines Barcelonesers. Trainer Fabio Capello, den Guardiola selbst bewunderte und der 1994 Trainer der AC Mailand bei der 0:4-Champions-League-Finalniederlage des FC Barcelona gewesen war, setzte den Spanier häufig auf die Bank, da er ihm Defizite in puncto Schnelligkeit und Physis bescheinigte. Im Januar 2003 kehrte er bis zum Saisonende zu Brescia Calcio zurück, wo er mit 13 Partien noch einmal regelmäßig eingesetzt wurde. Als Neunter landete er mit Brescia nur einen Platz hinter der Roma, war aber im Tabellenmittelfeld trotzdem lediglich vier Punkte von einem Abstiegsplatz entfernt. Seine Zeit in Italien war nicht mehr so erfolgreich wie die beim FC Barcelona.
Ab der Saison 2003/04 spielte er zwei Jahre lang für den katarischen Verein Al-Ahli aus Doha. Im Sommer 2005 beendete er zunächst seine Spielerkarriere, schloss sich dann aber im Dezember dem damaligen mexikanischen Erstligisten Dorados de Sinaloa an. Als zum Ende der Clausura, in der er nochmals 10 von 17 Partien bestritten hatte, der Abstieg des Teams in die Primera División 'A' feststand, beendete er endgültig seine aktive Karriere.

### Nationalmannschaft
Guardiola holte mit Spanien 1992 Olympiagold. Am 14. Oktober 1992 gab er beim 0:0 im WM-Qualifikationsspiel gegen Nordirland seinen Einstand in der A-Nationalmannschaft. Er nahm an der Weltmeisterschaft 1994 und der Europameisterschaft 2000 teil. Die Weltmeisterschaften 1998 und 2002 verpasste er wegen einer Knieverletzung. Sein letztes Länderspiel bestritt Guardiola am 14. November 2001 gegen Mexiko (1:0). In 47 Einsätzen erzielte er fünf Tore.

## Titel und Auszeichnungen als Spieler

### Nationalmannschaft
- Olympiasieger: 1992

### Vereine
International
- Sieger des Europapokals der Landesmeister: 1992
- Sieger des Europapokals der Pokalsieger: 1997
- UEFA-Super-Cup-Sieger (2): 1992, 1997

Spanien
- Meister (6): 1991, 1992, 1993, 1994, 1998, 1999
- Pokalsieger (2): 1997, 1998
- Supercupsieger (4): 1991, 1992, 1994, 1996

### Persönliche Auszeichnungen
- Trofeo Bravo: 1992

## Trainerkarriere
Als Trainer zählt Guardiola zu den prominentesten Vertretern des Positionsspiels (spanisch juego de posición), einer Form des Ballbesitzfußballs, in der besonderer Wert auf die Positionierung der Spieler im Raum, die Erzeugung von Passdreiecken und Anspielstationen zwischen den Linien gelegt wird.

### FC Barcelona

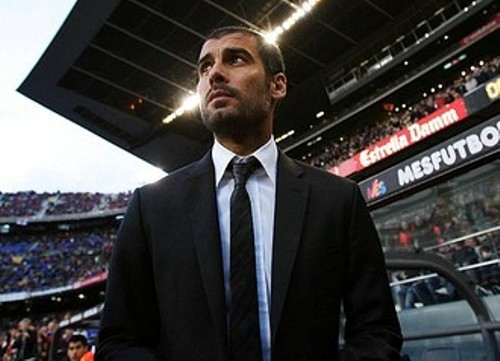
Guardiola als Trainer des FC Barcelona (2009)

Am 8. Mai 2008 gab Joan Laporta, Präsident des FC Barcelona, bekannt, dass Guardiola zur Saison 2008/09 Frank Rijkaard als Cheftrainer des Profi-Kaders ersetzen werde. Er erhielt einen Zweijahresvertrag und war bei Amtsantritt mit seinen 37 Jahren der drittjüngste Trainer in der Geschichte des Vereins. Zuvor hatte er bei den Katalanen bereits als Trainer der B-Mannschaft gearbeitet, diese hatte er in seiner Premierensaison 2007/08 prompt zum Aufstieg in die Segunda División B geführt. Für Aufsehen sorgte Guardiola, als er den Spielern Ronaldinho, Deco und Samuel Eto’o gleich bei seinem Amtsantritt mitteilte, dass er mit ihnen nicht plane. Die beiden Erstgenannten verließen den Verein sofort, Eto’o ein Jahr später.
In seiner ersten Saison als Cheftrainer gelang Guardiola auf Anhieb der Gewinn aller Wettbewerbe, in denen der FC Barcelona vertreten war. Die spanische Meisterschaft wurde mit 87 Punkten gewonnen und der spanische Pokal durch einen 4:1-Finalsieg über Athletic Bilbao. In der Champions League zog man ins Endspiel ein, in dem man auf Titelverteidiger Manchester United und dessen Cheftrainer Sir Alex Ferguson traf. Das Finale am 27. Mai 2009 in Rom wurde mit 2:0 gewonnen, wodurch Guardiola mit 38 Jahren und in weniger als 12 Monaten alle großen Vereinstitel als Trainer gewonnen hatte. Mit dem Gewinn der Champions League wurde Guardiola außerdem zum fünften Trainer dem der Gewinn des großen europäischen Triples gelang. Im selben Jahr gewann er mit seiner Mannschaft zudem den spanischen Supercup und den UEFA Super Cup. Am 19. Dezember 2009 gelang ihm schließlich noch der Gewinn der FIFA-Klub-Weltmeisterschaft durch einen 2:1-Sieg im Endspiel gegen Estudiantes de La Plata. Mit dem Gewinn der Klub-WM erreichte er in seinem ersten Jahr als Cheftrainer das noch nie dagewesene „Sextuple“, also alle bedeutenden nationalen und internationalen Titel in einem Jahr.

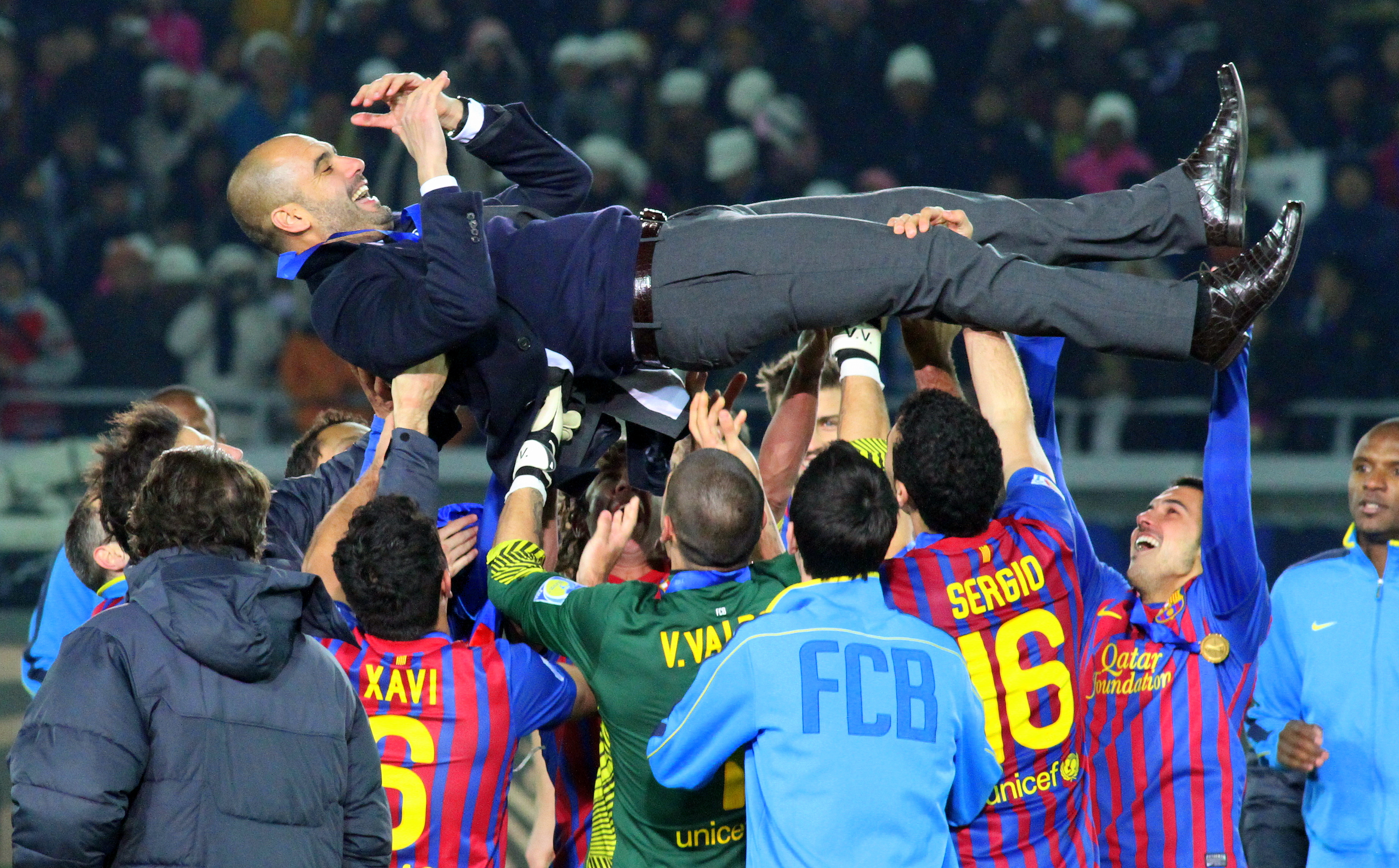
Guardiola nach dem Gewinn der FIFA-Klub-Weltmeisterschaft 2011

In der folgenden Spielzeit 2009/10 konnte Guardiola nahtlos an seinen Liga-Erfolg im Jahr zuvor anknüpfen. So gelang die Verteidigung der spanischen Meisterschaft mit einem Rekordwert von 99 Punkten und einem Vorsprung von drei Punkten auf Real Madrid und dessen Trainer Manuel Pellegrini. Die Titelverteidigung in den K.o.-Wettbewerben gelang dagegen nicht. Im spanischen Pokal schied man im Achtelfinale gegen den FC Sevilla aus und in der Champions League im Halbfinale gegen Inter Mailand und dessen Cheftrainer José Mourinho. Später im selben Jahr folgte noch der erneute Gewinn des spanischen Supercups durch einen 5:3-Gesamtsieg (Hinspiel 1:3; Rückspiel 4:0) über den Pokalgewinner Sevilla.
Nach dem erneuten Gewinn der spanischen Meisterschaft wurde Guardiolas Vertrag am 14. Juli 2010 um ein weiteres Jahr verlängert. Im August 2010 sortierte er Zlatan Ibrahimović aus, der erst ein Jahr zuvor gekommen war. Für den FC Barcelona war der Transfer ein großes Verlustgeschäft, der Schwede war als teuerster Neuzugang in der Vereinsgeschichte – eine Ablösesumme von etwa 50 Millionen Euro plus Samuel Eto’o – verpflichtet worden. Der Transfer war auf Wunsch von Guardiola erfolgt, der Eto’o loswerden wollte. Später überwarf er sich jedoch mit Ibrahimović und drängte darauf, ihn wieder zu verkaufen.
Auch in der Saison 2010/11, Guardiolas dritter als Cheftrainer, feierte er wieder große Erfolge mit Barcelona. Man gewann zum dritten Mal in Folge die Meisterschaft und auch gelang der erneute Gewinn der Champions League. Im Endspiel im Londoner Wembley-Stadion schlug man dabei nach der Finalbegegnung 2009 abermals Manchester United und Sir Alex Ferguson. Durch eine vorherige Niederlage im Copa del Rey-Finale gegen das mittlerweile von José Mourinho trainierte Real Madrid wurde ein erneuter Gewinn des Triples allerdings verpasst. Im selben Jahr gelang später noch der Gewinn des spanischen Supercups gegen Real Madrid, des UEFA Super Cups gegen Porto und der FIFA-Klub-Weltmeisterschaft.
Am 8. Februar 2011 verlängerte Guardiola seinen Vertrag mit dem FC Barcelona, der am 30. Juni 2011 ausgelaufen wäre, um ein weiteres Jahr. Guardiola unterschrieb in seiner Zeit bei Barcelona prinzipiell nur Einjahresverträge und begründete dies so: „Trainer von Barça kann man nicht auf Lebenszeit sein. Ich denke, dass man für kurze Zeiträume unterschreiben sollte, in denen der Trainer sich Dinge verdienen muss, [die Unterstützung] der Spieler, der Fans“.
Die Saison 2011/12 war Guardiolas vierte und letzte als Cheftrainer von Barcelona. In der Meisterschaft musste man sich nach drei Titeln in Folge Real Madrid geschlagen geben und beendete die Saison als Zweiter. In der Champions League schied man unterdessen im Halbfinale gegen den FC Chelsea aus. Dafür gelang der Gewinn des spanischen Pokals, welchen man zuletzt in der Triple-Saison 2008/09 gewonnen hatte. Guardiolas letztes Spiel als FC Barcelona-Trainer war das Pokalfinale gegen Athletic Bilbao, welches Barcelona mit 3:0 für sich entschied.
Am 27. April 2012 gab Guardiola im Rahmen einer Pressekonferenz bekannt, dass er seinen zum 30. Juni 2012 auslaufenden Vertrag nicht verlängern werde. Mit 14 Titeln (inklusive des erstmaligen Gewinns des „Sextuples“) ist er der erfolgreichste Trainer in der Vereinsgeschichte. Seine Nachfolge übernahm sein Co-Trainer Tito Vilanova.

### FC Bayern München

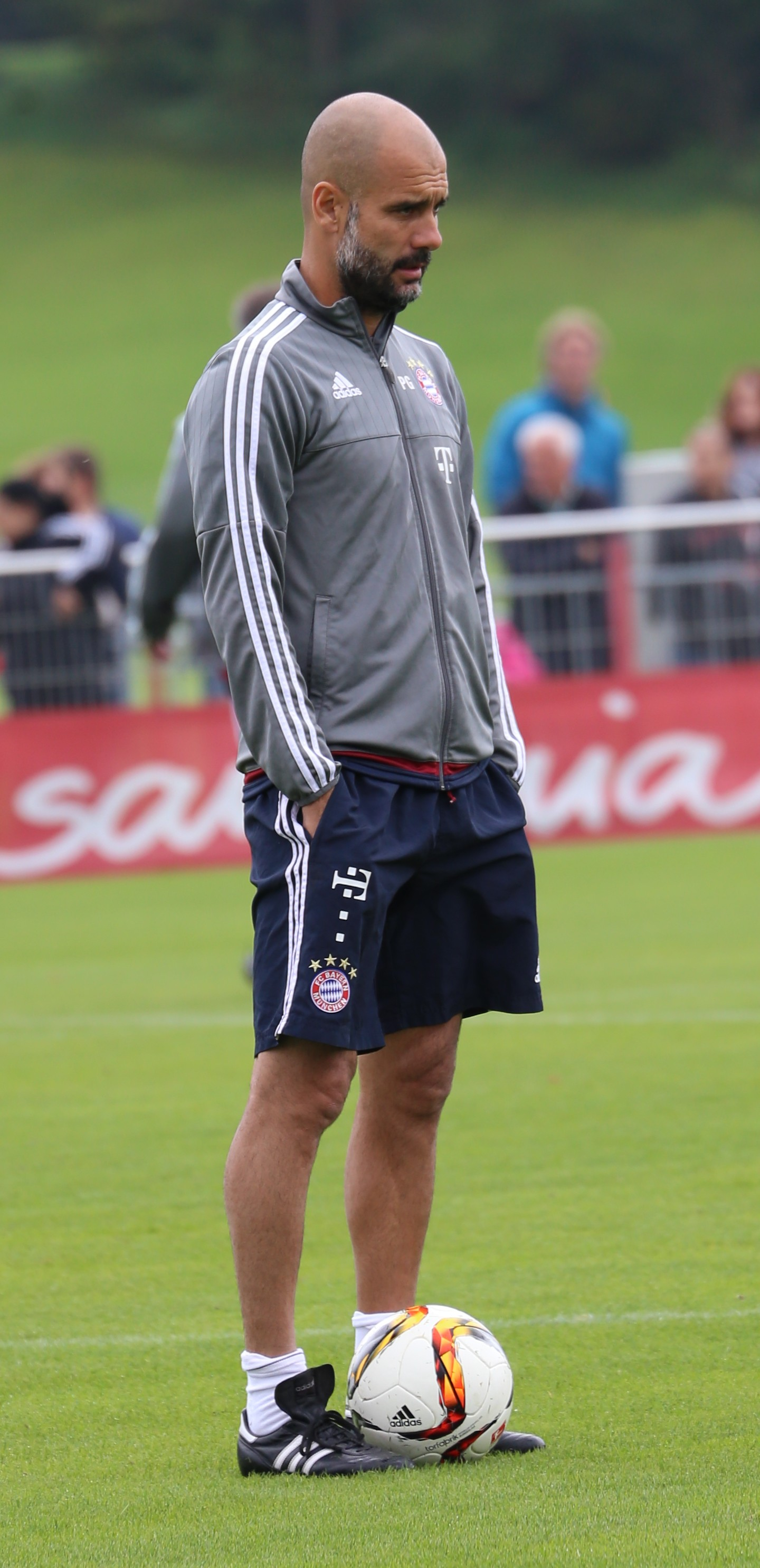
Guardiola beim Training auf dem Gelände des FC Bayern München (2015)

Nach einem Jahr Auszeit in New York City wurde Guardiola zur Saison 2013/14 Cheftrainer beim FC Bayern München. Er unterschrieb im Dezember 2012 einen bis zum 30. Juni 2016 gültigen Dreijahresvertrag beim FC Bayern. Am 24. Juni 2013 wurde er im Rahmen einer Pressekonferenz, die er größtenteils auf Deutsch führte, in der Allianz Arena als Trainer vorgestellt. Am 9. August 2013 hatte er sein erstes Bundesligaspiel als Trainer, das mit 3:1 gegen Borussia Mönchengladbach gewonnen wurde. Am 30. August 2013 gewann er mit dem UEFA Super Cup seinen ersten Titel mit seiner neuen Mannschaft im Elfmeterschießen gegen den FC Chelsea. Am 21. Dezember 2013 gewann er mit der Mannschaft die FIFA-Klub-Weltmeisterschaft mit einem 2:0 im Finale gegen Raja Casablanca. Am 27. Spieltag der Saison 2013/14 stand Guardiola mit dem FC Bayern München so früh wie keine Mannschaft zuvor rechnerisch als deutscher Meister fest. Am 17. Mai 2014 gewann er mit dem FC Bayern mit einem 2:0-Erfolg im DFB-Pokalfinale über Borussia Dortmund das Double. In der Champions League scheiterte das Team jedoch im Halbfinale an Real Madrid, dessen Cheftrainer Carlo Ancelotti war.
In der Saison 2014/15 schied er mit seiner Mannschaft im Halbfinale des DFB-Pokals gegen Borussia Dortmund nach Elfmeterschießen aus, nachdem alle vier Schützen des FC Bayern ihre Elfmeter vergeben hatten. Auch in der Champions League kam im Halbfinale gegen seinen ehemaligen Klub FC Barcelona das Ausscheiden. Die deutsche Meisterschaft wurde 2015 verteidigt. Mit einem 2:0-Sieg bei Dinamo Zagreb am 9. Dezember 2015 erreichte Guardiola seinen 50. Sieg in der Champions League – so schnell wie kein Trainer zuvor. Dazu war es sein 100. Pflichtspielsieg bei 132 Spielen als Trainer für den FC Bayern.
Nachdem Guardiola den FC Bayern in der Saison 2015/16 mit 15 Siegen und 46 Punkten zur fünften Herbstmeisterschaft in Folge geführt hatte, teilte der Verein mit, dass Guardiola seinen zum Saisonende auslaufenden Vertrag nicht verlängern werde. In der Champions League erreichte Guardiola mit dem FC Bayern erneut das Halbfinale, das er damit als Trainer bis dahin in diesem Wettbewerb immer mindestens erreicht hat. Wie in den beiden Vorjahren scheiterte er mit den Münchnern in dieser Runde an einem spanischen Verein, diesmal gegen Atlético Madrid. In seinem dritten Jahr konnte er mit dem FC Bayern seine dritte deutsche Meisterschaft und mit dem Gewinn des DFB-Pokals sein zweites Double feiern.
An Guardiolas Seite arbeitete Co-Trainer Domènec Torrent, wie bereits in Barcelona von 2008 bis 2012. Beim FC Bayern war im Gegensatz zum FC Barcelona der betreuende Mannschaftsarzt Hans-Wilhelm Müller-Wohlfahrt nicht beim Training anwesend, da er seine Praxis in der Stadt hat. Da zudem der FC Bayern in der Bundesliga die zweitmeisten Muskelverletzungen hatte und der Behandlungszeitraum nach Verletzungen im europäischen Vergleich in Deutschland überdurchschnittlich lange dauert, verlangte Guardiola die tägliche Präsenz des Mannschaftsarztes beim Training. Da Müller-Wohlfahrt dies ablehnte, kam es zur Trennung vom langjährigen Mannschaftsarzt des FC Bayern.
Guardiolas Nachfolger wurde Carlo Ancelotti.

### Manchester City
Nach dem Auslaufen seines Vertrags beim FC Bayern München übernahm Guardiola zur Saison 2016/17 das Premier-League-Team von Manchester City von Manuel Pellegrini. Er erhielt einen zunächst bis zum 30. Juni 2019 laufenden Dreijahresvertrag. In seiner ersten Saison wurde er mit Manchester City Dritter in der Premier-League, verlor das FA-Cup-Halbfinale gegen den FC Arsenal und das EFL-Cup-Achtelfinale gegen Manchester United. Außerdem schied er im Achtelfinale der Champions League gegen Monaco aus. Dies war das erste Mal, dass Guardiola nicht das Halbfinale in diesem Wettbewerb erreichte, ebenfalls war es seine erste Saison in einer europäischen Top-Liga ohne Titel.
In der nächsten Saison führte er sein Team dann zur englischen Meisterschaft und zum Sieg im EFL-Cup. Die Meisterschaft wurde dabei mit einem Rekordwert von 100 Punkten gewonnen. Im FA-Cup schied man gegen Wigan Athletic aus und in der Champions League im Viertelfinale gegen den FC Liverpool. Nach der erfolgreichen Spielzeit verlängerte Guardiola seinen noch bis 2019 laufenden Vertrag um zwei Spielzeiten bis 2021. In der Saison 2018/19 gelang es Guardiola, alle drei nationalen Wettbewerbe zu gewinnen, sowohl die Premier League als auch den FA-Cup und den EFL-Cup. In der Champions League scheiterte er gegen Tottenham Hotspur zum zweiten Mal im Viertelfinale. In der Saison 2019/20 holte er zum dritten Mal den EFL-Cup, scheiterte jedoch im FA-Cup am FC Arsenal und wurde in der Liga Zweiter hinter Liverpool. In der Champions League scheiterte er gegen Olympique Lyon zum dritten Mal im Viertelfinale.
In der Saison 2020/21 wurde Guardiola mit Man City zum dritten Mal englischer Meister.  Der 2:0-Sieg gegen den FC Fulham am 5. Dezember 2020 war seine 700. Partie als Trainer, von denen seine Mannschaften 507 gewannen. Neben der Meisterschaft konnte er zudem zum vierten Mal in Folge den EFL-Cup gewinnen, womit er neben Sir Alex Ferguson und Brian Clough zum erfolgreichsten Trainer in der Geschichte des Wettbewerbs wurde. Im FA-Cup scheiterte man dagegen am FC Chelsea. In der Champions League zog er erstmals seit seinem Triumph mit Barcelona zehn Jahre zuvor wieder ins Endspiel ein, das mit 0:1 gegen den FC Chelsea verloren wurde. Im Verlauf der Saison verlängerte Guardiola seinen Vertrag um zwei Jahre bis 2023. In der folgenden Saison 2021/22 gewann er die Premier League zum zweiten Mal in Folge und vierten Mal insgesamt, womit er vor Arsène Wenger und José Mourinho zum zweiterfolgreichsten Trainer in der Geschichte der Premier League avancierte. Im EFL-Cup endete unterdessen seine 2017/18 begonnene Siegesserie mit einer Niederlage gegen West Ham United. Im FA-Cup schied man im Halbfinale gegen den FC Liverpool aus und auch in der Champions League war nach einer Niederlage gegen Real Madrid im Halbfinale Schluss.
Die Saison 2022/23 entwickelte sich zu Guardiolas bisher erfolgreichsten in Manchester. In der Liga gelang ihm die erneute Titelverteidigung und damit der Gewinn seiner fünften englischen Meisterschaft. Im EFL-Cup verlor man zwar gegen den FC Southampton, im FA-Cup erreichte er dafür aber erstmals seit seinem Triumph 2019 wieder das Endspiel, das mit 2:1 gegen den Stadtrivalen Manchester United gewonnen wurde. In der Champions League zog er in sein viertes Endspiel als Trainer ein. Im Finale in Istanbul am 10. Juni 2023 schlug man Inter Mailand mit 1:0, wodurch Guardiola zum vierten Mal die Champions League als Spieler und Trainer gewann. Auch ist er der einzige Trainer, der das „große Triple“ aus Meisterschaft, Pokal und Champions League zwei Mal gewann. Im November 2022 verlängerte Guardiola seinen noch bis Saisonende datierten Vertrag vorzeitig bis 2025.
Im Oktober und November 2024 verlor Pep Guardiola fünf Pflichtspiele in Folge und damit zum ersten Mal in seiner Trainerkarriere mehr als drei.

## Titel und Auszeichnungen als Trainer

### Vereine
International
- Champions-League-Sieger (3): 2009, 2011 (beide FC Barcelona), 2023 (Manchester City)
- Klub-Weltmeister (4): 2009, 2011 (beide FC Barcelona), 2013 (FC Bayern München), 2023 (Manchester City)
- UEFA-Super-Cup-Sieger (4): 2009, 2011 (beide FC Barcelona), 2013 (FC Bayern München), 2023 (Manchester City)

Spanien
(alle FC Barcelona)
- Meister (3): 2009, 2010, 2011
- Pokalsieger (2): 2009, 2012
- Supercupsieger (3): 2009, 2010, 2011

Deutschland
(alle FC Bayern München)
- Meister (3): 2014, 2015, 2016
- Pokalsieger (2): 2014, 2016

England
(alle Manchester City)
- Meister (6): 2018, 2019, 2021, 2022, 2023, 2024
- Pokalsieger (2): 2019, 2023
- Ligapokalsieger (4): 2018, 2019, 2020, 2021
- Supercupsieger (3): 2018, 2019, 2024

### Persönliche Auszeichnungen
- Miguel-Muñoz-Trophäe (2): 2009, 2010
- Weltklubtrainer (3): 2009, 2011, 2023
- Onze d’or (3): 2009, 2011, 2012
- World Soccer Trainer des Jahres (2): 2009, 2011
- UEFA Team of the Year (2): 2009, 2011
- FIFA-Welttrainer des Jahres (2): 2011, 2023
- UEFA Club Football Awards Trainer des Jahres: 2023
- Englands Fußballtrainer des Jahres (3): 2018, 2021, 2023
- Premier League Manager of the Season (5): 2018, 2019, 2021, 2023, 2024

### Sonstiges
- Guardiola ist neben Jock Stein, Ștefan Kovács, Guus Hiddink, Alex Ferguson, José Mourinho, Jupp Heynckes, Luis Enrique und Hansi Flick einer von neun Trainern, die das große europäische Triple aus nationaler Meisterschaft, nationalem Pokal und UEFA Champions League im Herren-Fußball gewonnen haben. Er und Luis Enrique sind die einzigen Trainer, die das Triple zweimal gewannen.
- Er ist neben Ernst Happel, Ottmar Hitzfeld, Jupp Heynckes, Carlo Ancelotti, José Mourinho und Luis Enrique einer von sieben Trainern, der die UEFA Champions League bzw. den Europapokal der Landesmeister mit zwei verschiedenen Vereinen gewann.
- Er ist der einzige Trainer, der vier Mal in Folge die englische Meisterschaft gewann.
- Er ist der einzige Trainer, der in England alle nationalen Titel (Meisterschaft, Pokal, Ligapokal, Superpokal) in einer Saison gewann.
- In der Primera Division (16 Siege), der Bundesliga (19 Siege) und der Premier League (18 Siege) stellte er mit seinen jeweiligen Teams den Rekord für die meisten Siege in Folge auf.

## Persönliches
Guardiola stammt aus Santpedor, wo seit 2007 der örtliche Sportplatz seinen Namen trägt. Nachdem er die Schule beendet hatte, studierte er ein Jahr lang Jura. Seit seinem 18. Lebensjahr ist er mit Cristina Serra zusammen; das Paar ist inzwischen verheiratet und hat drei Kinder (* 2001, 2003 und 2008).
Guardiola ist Fan der englischen Pop-Rock-Band Coldplay. So motivierte er z. B. seine Spieler vor dem Champions-League-Finale 2009 mit deren Lied Viva la Vida.
Sein Bruder Pere Guardiola ist als Spielerberater tätig. Zu dessen Mandanten zählen Thiago und Luis Suárez.
Als ein enger Freund von Guardiola gilt der Schriftsteller David Trueba. Guardiola schenkte dem Fußballer Lionel Messi ein Buch Truebas mit dem Titel Die Kunst des Verlierens.
Guardiola war schon als Spieler des FC Barcelona mit dem 2003 verstorbenen katalanischen Dichter Miquel Martí i Pol befreundet. Seit dieser durch die Erkrankung an Multipler Sklerose seine Stimme verlor, „leiht“ ihm Guardiola seine Stimme und liest seine Gedichte gelegentlich bei öffentlichen Veranstaltungen.
Guardiola unterstützte als Botschafter die Bewerbung Katars für die Fußball-Weltmeisterschaft 2022. Die Pandora Papers führen Guardiola als einen von vielen Prominenten auf, die mit Offshore-Finanzkonstrukten Steuerflucht (wenn nicht sogar Steuerhinterziehung) begingen. Guardiola erklärte, dass seine Bank in Andorra die Offshore-Firma ohne seine Kenntnis gegründet habe.

## Politik
Guardiola engagierte sich für die katalanische Unabhängigkeitsbewegung. Er sprach sich mehrmals öffentlich für eine Loslösung Kataloniens von Spanien aus und forderte unter anderem „das Recht auf Unabhängigkeit und Selbstbestimmung“ für das katalanische Volk ein. Er kandidierte bei der Parlamentswahl in Katalonien 2015 auf der separatistischen Einheitsliste JxSí für ein Mandat im Parlament von Katalonien. Allerdings war seine Kandidatur nur symbolisch, da er den letzten Listenplatz einnahm.
Angesprochen auf Solidaritätsbekundungen von Fußballverbänden nach dem Überfall Russlands auf die Ukraine 2022 sprach Guardiola von Zeichen, die real wenig bewirkten. Der Krieg sei Teil einer Reihe historischer Konflikte, in denen ein Versagen der Politik mit finanziellen Interessen einiger Weniger einhergehe. Die NATO und europäische Institutionen bezeichnete er als „Versager, totale Versager“.